# Thomas Kaminski
Thomas Kaminski (født 23. oktober 1992 i Dendermonde, Belgien) er en belgisk professionel fodboldspiller, som spiller for EFL Championship-klubben Luton Town og Belgiens landshold. 

## Klubkarriere
Han har tidligere spillet i bl.a. R.S.C. Anderlecht og var i sæsonen 2015-16 været udlejet til danske F.C. København. 
Under lejeopholdet i FCK opnåede Kaminsky blot to kampe i Superligaen, men nåede at spille seks pokalkampe, herunder finalen i DBU Pokalen 2015-16. Efter udløbet af lejeaftalen returnerede Kaminsky til Anderlecht og skiftede umiddelbart efter til KV Kortrijk. 